# وایتمنز گروو (اوهایو)
وایتمنز گروو (به انگلیسی: Wightmans Grove) یک منطقهٔ مسکونی در ایالات متحده آمریکا است که در اوهایو واقع شده‌است. وایتمنز گروو ۷۲ نفر جمعیت دارد و ۱۷۴٫۹۶ متر بالاتر از سطح دریا واقع شده‌است.